# Битка код Менфеа
Битка код Менфеа (мађ. Ménfői csata) одиграла се 5. јула 1044. године између Немаца и Мађара са циљем освајања превласти у мађарској краљевини. Тадашњи мађарски краљ Шамуел Аба предводио је мађарску војску, а немачка војска под заповедништвом немачкога цара Хајнриха III подржавала је као претендента за престо бившега мађарскога краља Петра I Орсеола. 

## Битка
Битка се одиграла код места Менфе, данас предграђем града Ђера.
Снаге Хајнриха III, потпомогнуте мађарским присталицама хришћанства и поновног враћања на престо Петра I Орсеола кренуле су у поход против мађарских снага који су подржавали Шамуел Абу и идеологију старих обичаја и богова.
Малобројна Шамуелова војска је била релативно лако поражена. Поред бројчане надмоћности немачка армија је имала и увежбану коњицу и боље организовану и дисциплинованију армију. По Шимону из Кезе, мађарском хроничару из 13. века, Шамуел Аба је своје снаге и власт у Мађарској ослабио захваљујући неспретној политици и када је погубио 50 глава водећих племићких породица до тада његових присталица.
Сама битка је трајала веома кратко, здружене немачке и мађарске снаге су разбиле малобројну војску Шамуела Абе. Шамуел је побегао са бојног поља али је убрзо га је заробио и погубио Петар Орсеоло. Петар I Орсеоло је поново устоличен у Стоном Београду за краља мађарске а сви водећи мађарски племићи су морали да се закуну Хајнриху III на верност.
Победа снага и присталица Петра Орсеола довела је до већега западнога утицаја у Мађарској, која је привремено постала вазал Светог римског царства.